# Dowheńke (rejon iziumski)
Dowheńke (ukr. Довгеньке) – wieś na Ukrainie, w obwodzie charkowskim, w rejonie iziumskim. W 2001 liczyła 850 mieszkańców.